# 기체확산법
기체확산법은 우라늄-235와 우라늄-238을 분리하여 농축 우라늄을 제조하기 위한 공정이다. 기체상태의 육불화우라늄(UF6)에 혼합되어 있는 육불화우라늄-235(U235F6)과 육불화우라늄-238(U238F6)이 비중에 따라 확산 비율이 다른 점을 이용한다.
맨해튼 계획에서 농축 우라늄을 얻기 위해 사용되었다.

## 같이 보기
- 우라늄 광업